# ネクストブレイク
『ネクストブレイク』は、2015年4月7日から2019年2月24日まで放送されていた日本テレビの単発特別番組枠。

## 番組内容
- 2015年1月までに放送された『マンスリーTV』と同様に、企画内容も日本テレビの番組スタッフが新たな番組を持つべく、面白い企画を持ち込み、放送するものである。
- 2019年4月13日からは土曜日13:30 - 14:00に移動し、『サタデーネクスト』と改題される。

## 放送された番組

### 2015年
| 4月7日           | ネタの保笑人                                            | |
| 4月14日          | 落札カタヤブリ                                          | |
| 4月21日          | 4コマコント 起笑転結                                    | 店長:博多大吉(博多華丸・大吉) アシスタント：宮田聡子 お客様：江川達也、おのののか、橋本マナミ 4コマコント芸人：相席スタート、いぬ、うしろシティ、シソンヌ、しゃもじ、しゃんく、チョコレートプラネット、ブッダマリア、や団、横澤夏子 後日レギュラー番組化（2015年10月14日 - 12月30日 ） |
| 4月28日          | ほんとになった作り話                                    | |
| 5月5日           | 愛のシュラババーン！ バレたらやーよ                     | |
| 5月12日          | ようこそ！ガリレオさん！？                              | |
| 5月19日          | ヒャクゼロの真実                                        | |
| 5月26日          | 妄soul！！                                              | |
| 6月9日 6月16日   | あっどうも はじめまして旅                               | |
| 6月23日          | ココがあるから今がある 上田晋也が巡るターニングプレイス | |
| 6月30日 7月7日   | 超詳解！ドキュメント 勝利のエッセンス                   | |
| 7月14日          | 上田晋也の金言マスター                                  | |
| 7月21日 7月28日  | 変ラボ                                                  | 出演：小山慶一郎(NEWS)、加藤シゲアキ(NEWS)、菊地亜美、齋藤孝、バカリズム、ホラン千秋 後日レギュラー番組化（2016年4月8日 - 9月30日） |
| 8月4日           | ハァハァ                                                | |
| 8月11日 8月18日  | ザ☆スカウト                                             | |
| 9月1日           | 『全力老人』〜フルスロットル・オールド・ルーキー〜      | |
| 9月15日 9月22日  | 笑札                                                    | |
| 9月29日          | 金曜よる7時は雑’sジャパン!SP                            | 2015年3月14日放送分の再放送 |
| 10月9日          | 五感王～Don’t think, FEEL～                             | |
| 10月16日-11月6日 | 永久就職試験                                            | ドラマ 全4話 |
| 11月12日-12月3日 | 危篤スルー                                              | ドラマ 全4話 |
| 12月18日         | LAST TRAVEL                                             | |
| 12月25日         | 有田哲平の世界一オモシロい番組                          | 出演：有田哲平（くりぃむしちゅー）、山崎弘也（アンタッチャブル）、かぎしっぽ、内田秀実（日本テレビ）、本間正幸（オフィスぼくら） 番組のラストに「企画・出演 有田哲平」の表記有り |

### 2016年
| 1月8日          | 女ってこうでしょ?                                   | 出演：YOU、大久保佳代子、小沢一敬(スピードワゴン)、村本大輔(ウーマンラッシュアワー)、遠藤舞、小嶋美結、寺田御子 |
| 1月15日         | 天才のバカめき                                      | MC：ピエール瀧 ゲスト：猪子寿之(チームラボ代表)、篠原ともえ 進行：小熊美香(NTVアナウンサー) VTR：加藤諒、上地春奈、小松利昌、上西星来(東京パフォーマンスドール) |
| 1月22日         | なれそめ ザ ペアレンツ                              | 出演：藤森慎吾(オリエンタルラジオ)、藤森美代子さん(※)、岩本乃蒼(NTVアナウンサー) ※藤森慎吾の実母 |
| 1月29日         | 芸能人デート観察バラエティ「ラブ・ライアー」        | MC：濱口優(よゐこ)、大塚愛、佐藤栞里 VTR：吉木りさ、村潤之介(てのりタイガー、L.A.F.U.) 、城之内一平 |
| 2月5日          | ニッチな世界の衝撃！神がかり伝説                    | MC：山里亮太(南海キャンディーズ) アシスタント：中島芽生(日本テレビアナウンサー) 認定委員：足立梨花、澤部佑(ハライチ)、やくみつる |
| 2月12日 2月19日 | じゃない                                            | 出演：コカドケンタロウ（ロッチ）、石田明（NON STYLE）、岩井勇気（ハライチ）、菅良太郎（パンサー）、瀧上伸一郎（流れ星）、西野創人（コロコロチキチキペッパーズ）、大野大介（マテンロウ） |
| 2月26日         | 日本珍説学会                                        | MC：ビビる大木、尾崎里紗 ゲスト：羽田圭介、鈴木奈々、おかずクラブ、中島愛里 |
| 3月4日 3月11日  | 女優カメレオン                                      | MC：若林正恭(オードリー)、ハリセンボン カメレオン女優：山崎紘菜（第1夜ゲスト） 、小島藤子（第2夜ゲスト） イラスト：東村アキコ先生 |
| 3月18日 3月25日 | 但し、○○に限る。                                    | MC：徳井義実(チュートリアル) ゲスト ：足立梨花、伊藤綾子、小峠英二(バイきんぐ) |
| 4月1日          | 女の妄想 男のリアル                                 | 出演者：近藤春菜(ハリセンボン)、浅田舞、藤田ニコル、磯山さやか、おのののか、向井慧(パンサー)、菅良太郎(パンサー)、岩永徹也、向山毅(SOLIDEMO)、中山優貴(SOLIDEMO) ナレーター：松井咲子 |
| 4月7日          | 有田哲平の世界一オモシロい番組                      | 第2弾 出演者：有田哲平(くりぃむしちゅー)、山崎弘也(アンタッチャブル)、二階堂ふみ、オカリナ(おかずクラブ) ほか |
| 4月21日 4月28日 | 話王 2ショットフリートークNo.1決定戦                | ＜第1夜・2夜、共通＞審査員：クリス松村、内藤大助、MEGUMI 進行：岩本乃蒼（日本テレビアナウンサー） ＜第1夜＞出演者：ゆうたろう、井上裕介(NON STYLE)、犬山紙子、吉村崇(平成ノブシコブシ)、井上公造、川田裕美 ＜第2夜＞出演者：綾部祐二(ピース)、アレクサンダー、小沢一敬(スピードワゴン)、熊切あさ美、高畑裕太、森脇健児 |
| 5月5日          | おひとり様生態調査バラエティー 相席よろしいですか？ | MC：いとうあさこ、若林正恭(オードリー) おひとり様調査員：向井慧(パンサー)、横澤夏子 |
| 5月12日         | ぞろぞろぽつん                                      | MC：劇団ひとり、高橋みなみ |
| 5月19日 5月26日 | 絵に描いたような、アレ                              | MC：バカリズム 出演：菊地亜美、舟山久美子、小峠英二(バイきんぐ)、小宮浩信(三四郎)、カズマ・スパーキン、鈴木拓(ドランクドラゴン) |
| 6月2日          | 教科書になった!?ネタ合戦                            | 出演：千鳥(大悟、ノブ)、岡田結実 進行：徳島えりか(NTVアナウンサー) ネタ出演者：エグスプロージョン、ジャイアントジャイアン、Co.慶応、パーマ大佐、どぶろっく、あさにゃん&なるぱお、芋洗坂係長 |
| 6月9日 6月16日  | 笑顔のジドーハンバイキ                              | 社長：蛭子能収 部長：若林正恭(オードリー) 社員：後藤晴菜(NTVアナウンサー) 商品：あばれる君、井上裕介(ノンスタイル)、岩崎一則(Hi-Hi)、小宮浩信(三四郎)、GO!皆川、脳みそ夫、メイプル超合金 |
| 6月23日 6月30日 | ナミダ食堂                                          | MC：児嶋一哉(アンジャッシュ) 出演：ドランクドラゴン、永野、杉山愛、ユージ |
| 7月7日          | ハグTALK                                            | MC：若林正恭(オードリー) アシスタント：足立梨花 ハグされる人：横澤夏子、熊切あさ美 ハグする人：大倉士門、清水利生(メンタルトレーナー) |
| 7月14日         | 千原ワク×ワク会議                                   | 議長：千原ジュニア ワクワク会議メンバー：陣内智則、土屋敏男(NTV)、菊地亜美、もふくちゃん(福嶋麻衣子) |
| 7月21日         | 爆笑 不幸ネタ祭り！ ～笑いで不幸を吹っ飛ばせ！～    | MC：ケンドーコバヤシ アシスタント：笹崎里菜(NTVアナウンサー) 不幸を笑いに変える芸人：けいたまん、ゴールデンエイジ、シソンヌ、タイムマシーン3号、ネルソンズ 見届人：おのののか、金子理江、河合郁人(A.B.C-Z) |
| 7月28日         | アガる!カスタマニュース                             | MC：オリエンタルラジオ アシスタント：後藤晴菜(NTVアナウンサー) ゲスト：田中卓志(アンガールズ)、杉原杏璃 |
| 8月4日 8月11日  | 私のリスペクト！歴史をちょっと動かした偉人伝        | MC：劇団ひとり プレゼンター：おのののか、はるな愛、武井壮、川村エミコ |
| 8月25日         | おひとり様生態調査バラエティー 相席よろしいですか？ | 第2弾 MC：いとうあさこ、若林正恭(オードリー) おひとり様調査員：加藤諒、横澤夏子 |
| 9月1日          | 異文化融合バラエティ 新世界ファクトリー             | MC：加藤諒 ゲスト審査員：澤部佑(ハライチ)、ホラン千秋、斉藤美穂(料理研究家) 実況：菅谷大介(NTVアナウンサー) 料理人：竹口久嗣(和菓子職人)✕ジャン・ポール・チェポー(パティシエ)、高橋功典(和菓子職人)× 孫成順(中華料理人)                                                                                                |
| 9月8日          | 正解のない問題                                      | MC：劇団ひとり 凡人ゲスト：菊地亜美、小峠英二(バイきんぐ)、佐藤栞里 進行：岩本乃蒼(NTVアナウンサー) キレモノ様：勝間和代(経済評論家)、佐々木圭一(CMクリエイター)、東大生チーム |
| 9月15日 9月22日 | データ×データ=ざわざわするTV                        | MC：千原ジュニア 出演：武井壮、田中みな実、小沢一敬(スピードワゴン) |
| 9月29日         | 怒れる子どものモンスタークエスチョン「鬼問」        | MC：ブラックマヨネーズ アシスタント：郡司恭子 解答者：IKKO、武井壮 |
| 10月11日        | いつの間にやら進んでた!!                            | MC：博多華丸・大吉 ゲスト：福原遥 |
| 10月18日        | 有田哲平の世界一オモシロい番組3                     | 第3弾 出演者：有田哲平、山崎弘也、広瀬アリスほか |
| 10月25日        | できれば、好かれたいんです。                        | 調査員：河本準一(次長課長)、河北麻友子 嫌われもの(声)：小籔千豊 |
| 11月1日         | オトせ!                                             | |
| 11月8日         | しばらく○○になってみた!                             | |
| 11月15日        | 芸人ゴーストライター                                | |
| 11月22日        | 内助の功バラエティ うちのダンナをどうかお願いします | |
| 11月29日        | アベレージピープル                                  | |
| 12月6日         | アイツの“じゃないとき”                              | |

### 2017年
| 1月17日           | マタキテル                                         |                                                              |
| 1月31日           | ベタコン                                           |                                                              |
| 2月7日            | 神様のグチ                                         |                                                              |
| 2月14日           | あの素晴らしいアイディアをもう一度                 |                                                              |
| 2月21日           | イチバン乗り見～つけた!                            |                                                              |
| 2月28日           | NEWアベレージピープル                              | 第2弾                                                        |
| 3月7日 - 28日     | お前はまだグンマを知らない                         | 4週連続ドラマ                                                |
| 4月2日            | 上田×下田〜モテない理由が分かる恋愛データドラマ〜  |                                                              |
| 4月9日 4月16日    | 芸人ゴーストライター                               | 第2弾                                                        |
| 4月23日           | 最年少×最年長                                      |                                                              |
| 4月30日           | ブラマヨの胸キュン!愛の告白委員会                  |                                                              |
| 5月7日 5月14日    | 調べて!アソコの外国人〜追跡!謎のジャパニーズ生活〜 |                                                              |
| 5月21日           | そういえば…むかしどうしてた?                       |                                                              |
| 6月11日           | 話題スポットを徹底調査 かしこ芸人がゆく            |                                                              |
| 6月18日 6月25日   | 最強のネット錬金術師No.1決定戦!錬金王              |                                                              |
| 7月9日 - 7月30日  | ○○の変                                             | 出演：平成ノブシコブシ、パンサー、尼神インター、ニューヨーク |
| 8月6日            | ボクバス                                           |                                                              |
| 8月13日           | マッドライターズ 何でこんな本出しちゃったんですか? |                                                              |
| 9月17日           | おそらく…人類初調べTOP10                           |                                                              |
| 9月24日           | バズるが勝ち!                                      |                                                              |
| 10月1日           | ネタドラ〜漫才・コントを原作にドラマ化〜           |                                                              |
| 10月15日          | ロバート秋山のウソ枠                               |                                                              |
| 10月22日 10月29日 | 迷宮入りするその前に 今しか聞けない                |                                                              |
| 11月5日 11月12日  | 突然ですが、帰国しませんか?                        |                                                              |
| 11月26日          | 脱出都市                                           |                                                              |
| 12月3日           | ワールドウーマン編集部                             |                                                              |

### 2018年
| 1月21日           | 発想力開花バラエティ コペルニクスのたね                 | |
| 1月28日           | オヤゴエ～親の背中を越えてゆけ～                        | |
| 2月18日           | 文無しアカデミー                                        | |
| 2月25日           | ロバート秋山のウソ枠 #2                                 | 第2弾 |
| 3月4日            | カズレーザーと深掘り熟女                                | |
| 3月11日 - 4月1日  | ドルメンX                                               | ドラマ 全4話                                                                                              |
| 4月22日           | ニュースなツッコミ                                      | |
| 4月29日           | 歴史に刻め!逸話りレコード                               | |
| 5月6日            | ペライチ論文                                            | |
| 5月20日           | 答えがわかるとゾッとするクイズ                          | |
| 5月27日           | ～大人が本気で遊んだら～ ※よい子はマネしないでね        | |
| 6月3日 6月10日    | news W                                                  | |
| 6月17日           | ニュースな人にNO忖度 失礼ですが・・・と聞いてみた!      | |
| 7月22日           | 明日から使えるほっこりコミュ力!なごみケーション         | |
| 7月29日           | 異例人生（イレギュライフ）                              | |
| 8月5日            | 天才のシロクロード～アレがあるから今がある～            | 天才クリエイターゲスト：隈研吾                                                                            |
| 8月12日 8月19日   | 文無しアカデミー2.0                                     | 第2弾 |
| 9月2日            | 限界突破！アスリミット                                  | 限界挑戦アスリート：植草歩、山中慎介、松田力也                                                            |
| 9月16日           | #渡辺直美のヤバスタグラム                               | |
| 9月23日           | 芸能人に●RECエスト アナタにしか撮れない映像をお茶の間に | |
| 10月14日 10月21日 | 私がルールを変えました                                  | |
| 10月28日          | 【毒学】～良薬にも劇薬にもなる成功のヒミツ～            | MC : 小籔千豊、ゲスト：上田慎一郎、丸山桂里奈、吉村崇（平成ノブシコブシ） 、VTR：箕輪厚介、イヴルルド遙華 |
| 11月4日           | 日村小峠のマニアックデート                              | |
| 11月25日 12月2日  | Mr.ボディーガード                                       | |
| 12月16日          | お名刺、頂戴できますか?                                 | |

### 2019年
| 1月20日          | 小峠ハローワーク                 |       |
| 1月27日          | ロバート秋山のウソ枠             | 第3弾 |
| 2月3日 - 2月24日 | クレイジーゲームショー 極限Rooms |       |